# Ferdinand Minařík
Ferdinand Minařík (* 6. března 1941 Děčín) je bývalý československý žokej a český trenér dostihových koní, otec žokeje Filipa Minaříka.
Je jedním z nejlepších českých žokejů historie a jako jezdec patřil do nejužší české špičky v šedesátých, sedmdesátých a osmdesátých letech dvacátého století. Jezdil klasické dostihy i překážky.
V roce 2008 byl v Lysé nad Labem jmenován do Dvorany slávy na koni časopisem Paddock Revue, když vyhrál celkem 376 dostihů a v roce 2008 se dělil o šesté místo historického žebříčku českých rovinových žokejů. První dostih vyhrál v roce 1965 s klisnou Molekula a trenérem Cellerem, poté jezdil ve stájích trenérů Koloce, Lakse a Čechury, osm let působil ve stáji Motešice v sedmdesátých letech.
Na Mezinárodním mítinku 1980 v Budapešti zvítězil s Latinou v Ceně Prahy. Vyhrál osm klasických dostihů (třikrát Jarní cenu klisen, dvakrát St. Leger a Velkou jarní cenu, jednou Oaks). Sedmkrát vyhrál Velkou květnovou cenu (v letech 1968-1989). Dvojnásobný šampion československých dostihových jezdců (1975, 1977), jednou na překážkách (1968). Jezdeckou kariéru ukončil roku 1992.
V letech 1980–2001 trénoval dostihové koně a dosáhl dvou klasických vítězství. S Vagrajem vyhrál Velkou jarní cenu jako jezdec a trenér (1982), podruhé byl úspěšný s Bohemian Ladem v St. Leger (1999). V posledních letech působí jako propagátor dostihů a odborný poradce v dostihových pořadech České televize.